# Voskonijn
Het voskonijn is een konijnenras dat is ontstaan in Zwitserland. Fokker Müller in Zug, Zwitserland, probeerde in 1918 de vospels te imiteren op een konijn om zo aan de vraag te voldoen van bonthandelaren. Hiervoor kruiste hij het langharige angorakonijn met een havanakonijn, een normale pels. Hieruit ontstonden halflangharige konijnen. In Duitsland probeerde Leifer te Coburg hetzelfde. Beide heren zijn er niet in geslaagd in het ontwikkelen van de gewenste pels, maar wel in het laten ontstaan van een nieuw ras.

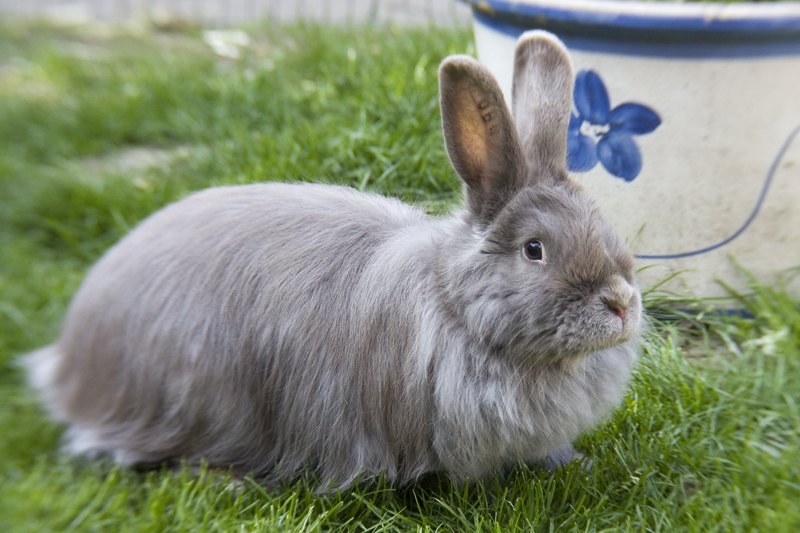
Voskonijn in de kleur Feh

## Rasbeschrijving
Het voskonijn heeft een gewicht tussen de 2,5 en 3,5 kilo, tussen de 3 en 3,4 kilo wordt als ideaal beschouwd. Het is een gedrongen type met weinig hals. De bouw is breed in voor- en achterhand met door liefhebbers gewaardeerde afrondingen. De benen zijn stevig en kort. De kop is krachtig ontwikkeld met brede snuit, kaken en wangen. De oren zijn vlezig van structuur, relatief breed met lepelvormig afgeronde oortoppen. Ze zijn tussen de 10 en 12 cm lang, als ideaal wordt 11 cm gezien.
Na een mislukte introductie in de jaren voor de Tweede Wereldoorlog werd het voskonijn na import van een aantal exemplaren uit Zwitserland in 1975 opnieuw in de Nederlandse konijnenstandaard opgenomen.

### Pels
Het meest rastypische is de vacht, door fokkers en bonthandelaren gewoonlijk de pels genoemd. Deze behoort sluik langs het lichaam te vallen. In tegenstelling tot het angorakonijn heeft het voskonijn een normale verharing welke vrij vlot verloopt. De structuur van de grannen en dekharen moet stevig zijn, niet stug, maar te fijn is ook niet gewenst. Belangrijk is veel niet golvende onderwol. De lengte wordt bepaald door de granharen en is tussen de 5 en 7 cm, met uitzondering van de buik waar de pels iets korter is. De beharing op de kop, oren en benen is duidelijk korter dan op het lijf. De kleurvariaties zwart, bruin, feh en wit blauwoog zijn erkend. In het verleden waren er ook gele en beige dieren.

## Karakter en verzorging
Een hok voor middelgrote rassen met houtvezel en ruim stro als bodembedekking is geschikt. Voskonijnen zijn rustige dieren met een voorspelbaar gedragspatroon.
De pels vraagt, ook bij de jonge wollige dieren, geen bijzondere vachtverzorging. Een enkele keer controleren op klitjes en kammen of borstelen van de pels tijdens de verharing is voldoende. Het voskonijn is hierdoor een aangewezen ras voor mensen die van langharige konijnen houden maar niet van een intensieve pelsverzorging.

## Naamsmisbruik
Het voskonijn is een zeer zeldzaam konijnenras in Nederland en België. Er zijn nog maar enkele volwassen dieren en in totaal in beide landen zes fokkers.
De rasnaam voskonijn en alle varianten daarop wordt veel gebruikt voor rasloze konijntjes in dierenwinkels en online verkoop pagina's. Konijnen die hier worden aangeboden zijn nooit voskonijnen. Niet alleen het zeer lage aantal geregistreerde voskonijnen sluit dit uit, ook het uiterlijk wijkt zeer af van het werkelijke ras. Rasloze konijnen met lange haren rond het hoofd, hals/nek of zogenaamde kraag en een rok aan de achterhand worden vaak betiteld als voskonijn. Ook de kleuren en oorstand van deze dieren zijn altijd afwijkend en komen niet overeen met het werkelijke ras.